# 両島 (松本市)
両島（りょうしま）は長野県松本市の市街地の西側の町名。丁番を持たない単独町名であり、住居表示実施済み。市街地の西側の拠点となっている。住宅が中心の地区。

## 概要
地区の西側に奈良井川が、中央に計画･建設中の内環状南線の完成部分が通っている。
両島は上島と下島の2つの地域からなり、史料の上でも両島村として存在する時代と上島村、下島村として存在する時代とがあった。この地区には「あしなか」と呼ばれる草履を用いた行事があるが、この行事では上島と下島で1足ずつ草履を編んでいる。このことからも2つの地域のゆるやかな統合が見られる。俗地名として大花見などがある。

## 歴史
- 1985年（昭和60年）2月12日 - 住居表示実施[4]。

## 世帯数と人口
2018年（平成30年）10月1日現在の世帯数と人口は以下の通りである。
| 町丁 | 世帯数  | 人口    |
| ---- | ------- | ------- |
| 両島 | 608世帯 | 1,431人 |

## 施設
- 松本市西部体育館
- 西部図書館
- 西部運動公園
- 松本市両島浄化センター
- 鎌田児童センター